# Park Cytadela
Park Cytadela – największy park Poznania o powierzchni ok. 100 ha, zbudowany w latach 1963–1970 na terenie dawnego Fortu Winiary. Nadano mu nazwę: Park-Pomnik Braterstwa Broni i Przyjaźni Polsko-Radzieckiej. W 1992 roku zmieniono nazwę na Park Cytadela. W 2008 uznany został przez prezydenta RP, w ramach historycznego zespołu miasta Poznania, jako pomnik historii.

## Historia i charakterystyka
Stoki forteczne miasto przejęło od wojska w 1925. Były one wtedy bardzo zaniedbane i pozbawione jakiejkolwiek pielęgnacji. Na doprowadzenie ich do stanu uporządkowanego przeznaczono 20 tysięcy ówczesnych złotych. 
Obecnie od strony centrum miasta – na przedłużeniu al. Niepodległości (dawniej ul. Stalingradzkiej) – na Cytadelę prowadzą monumentalne schody. Na szczycie schodów znajduje się Pomnik Bohaterów (dawniej z czerwoną gwiazdą na szczycie, usuniętą w 1989), liczący 23 metry wysokości, odsłonięty w pierwszą rocznicę wyzwolenia Poznania spod okupacji niemieckiej – 23 lutego 1946 roku.
Od 1998 r. na Cytadeli odbywa się co roku największe na świecie widowisko pasyjne. W 2009 r. odbył się tu koncert zespołu Radiohead.
Trzy alejki parkowe noszą nazwy, są to:
- al. gen. Stanisława Sosabowskiego[5] (do grudnia 2017 jako al. Braterstwa Broni – upamiętniała polsko-radzieckie braterstwo broni z okresu II wojny światowej)
- al. Cytadelowców – upamiętniająca mieszkańców Poznania, którzy pomagali Armii Czerwonej zdobyć Cytadelę w 1945 roku,
- al. 15 Pułku Ułanów Poznańskich[6] (do lipca 2017 jako al. Republik – na cześć republik Związku Radzieckiego).

## Obiekty na Cytadeli

### Cmentarze
Na terenie parku znajdują się następujące cmentarze: Cmentarz parafii św. Wojciecha, Cmentarz Garnizonowy, wojenny Cmentarz Bohaterów Radzieckich, wojenny Cmentarz Wspólnoty Brytyjskiej, Cmentarz Bohaterów Polskich oraz relikty dawnego cmentarza tzw. starogarnizonowego, niemieckiego Cmentarza Honorowego (Ehrenfriedhof) oraz kwatera prawosławna tzw. Cmentarz Prawosławny. 
Na Cmentarzu Garnizonowym, liczącym ponad 1500 grobów, znajdują się mogiły wojskowych, a wśród nich powstańców styczniowych, wielkopolskich, żołnierzy z lat 1918–1920, generałów, kawalerów Virtuti Militari. 
Ofiary terroru hitlerowskiego i sowieckiego oraz Cytadelowcy znajdują się na Cmentarzu Bohaterów Polskich. 
Są też tutaj zbiorowe mogiły z pomnikami nagrobnymi jeńców rosyjskich i francuskich. 
Cmentarz Wspólnoty Brytyjskiej jest miejscem spoczynku m.in. 48 uczestników tzw. Wielkiej Ucieczki, wśród nich Polaków.

### Muzea

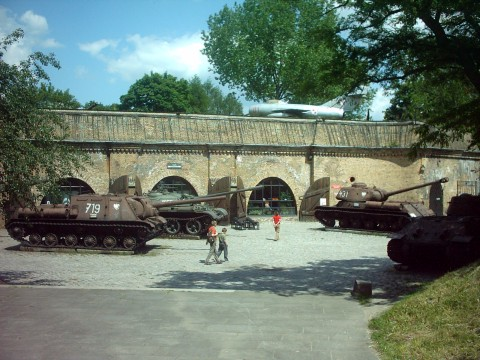
Muzeum Uzbrojenia w dawnym laboratorium artyleryjskim

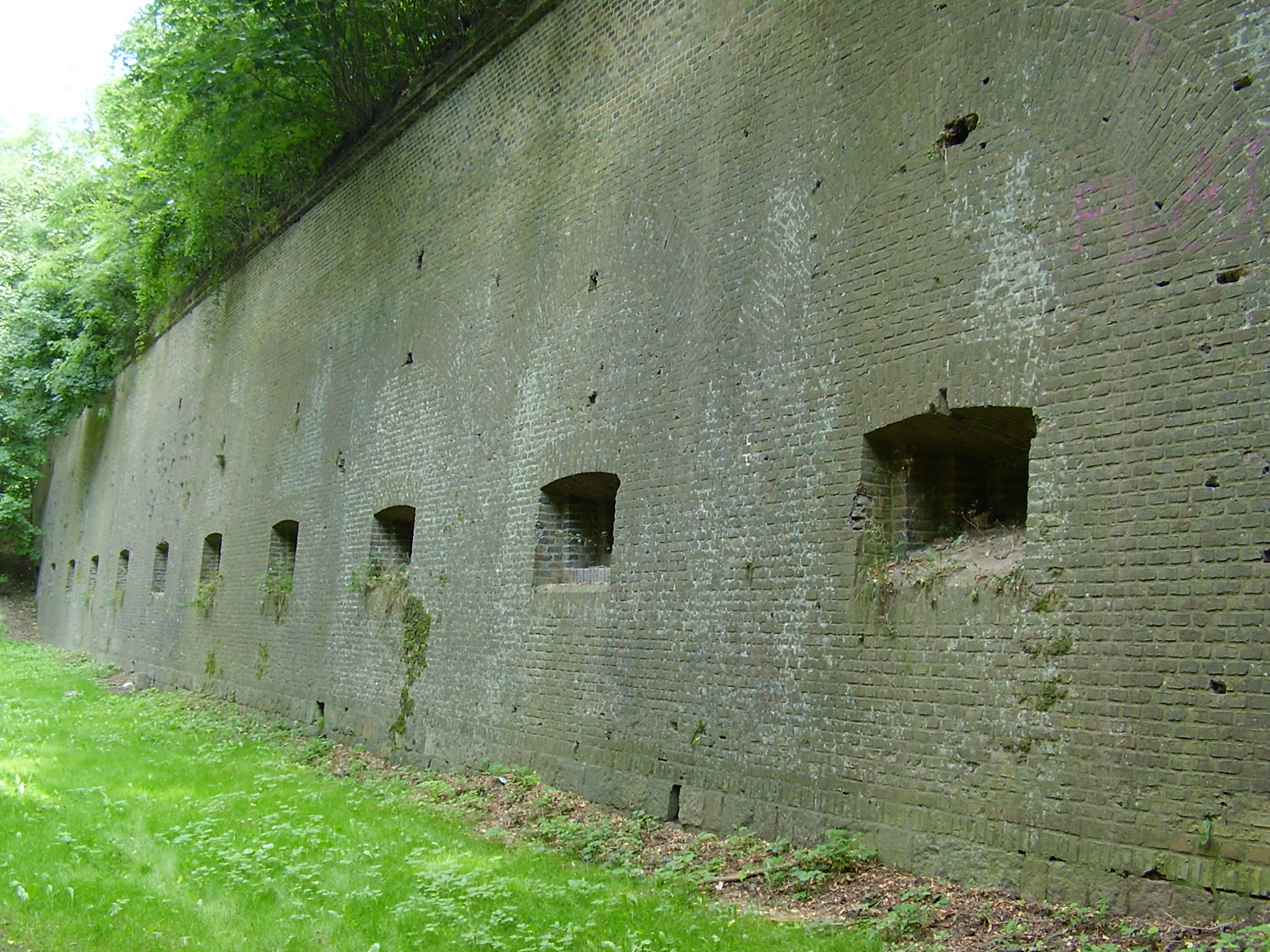
Rawelin I na Cytadeli

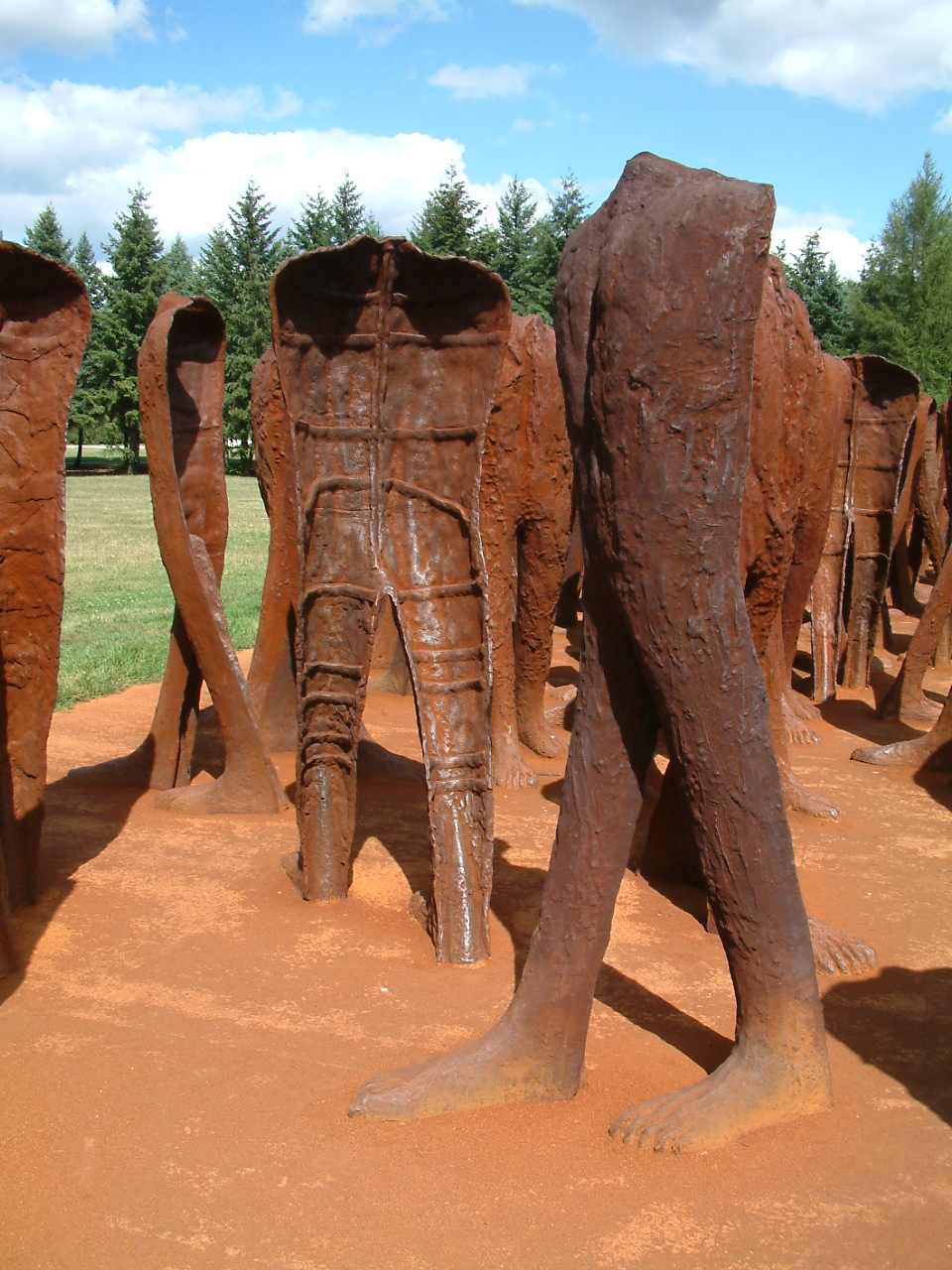
Nierozpoznani Magdaleny Abakanowicz

W ocalałych budowlach fortecznych mieszczą się dwa muzea, oddziały Wielkopolskiego Muzeum Niepodległości w Poznaniu:
- Muzeum Uzbrojenia,
- Muzeum Armii Poznań.

### Obiekty forteczne
Zachowane obiekty warte obejrzenia:
- Rawelin I
- Reduta I
- Brama Północna (Polna)
- Bastion II
- Estakada Małej i Wielkiej Śluzy

### Gastronomia
- Country Bar „Piknik”
- Restauracja Pizzeria „Umberto”
- Restauracja „Tarasy Cytadeli”

### Inne obiekty
Inne ciekawe obiekty na terenie Cytadeli:
- Pomnik Bohaterów,
- Amfiteatr,
- rozarium,
- Dzwon Pokoju i Przyjaźni Między Narodami,
- Młodzieżowy Dom Kultury „Harcówka”,
- instalacja 112 rzeźb Nierozpoznani Magdaleny Abakanowicz, wykonana z okazji 750-lecia lokacji Poznania,
- Ziarno – Epitafium Życia, Żalki – rzeźby plenerowe,
- rzeźby innych twórców, m.in.: Michała Gąsienicy Szostaka, Jerzego Sobocińskiego, Józefa Murlewskiego, Juliana Boss-Gosławskiego.

## Przyroda

### Flora

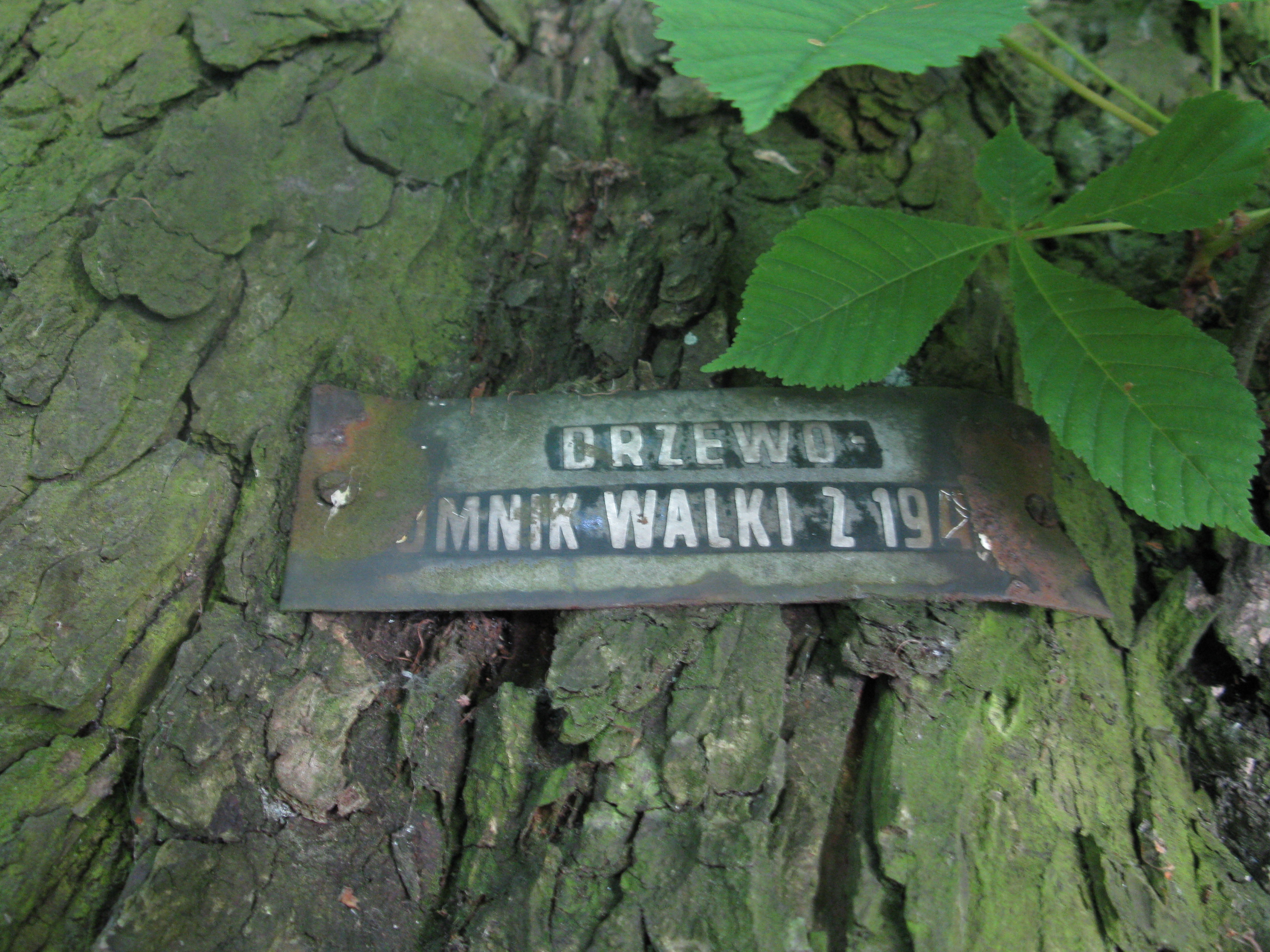
Tabliczka pamiątkowa na jednym z kasztanowców

Na terenie Cytadeli zinwentaryzowano 170 taksonów roślin drzewiastych. Najstarszych z nich (ponad 100-letnich) jest niewiele. W fazie początkowej nie było większych nasadzeń z powodów militarnych. Ogromna liczba drzew ucierpiała w 1945 i została bezpowrotnie stracona. Z tych, które dotrwały do czasów obecnych, należy wymienić takie gatunki, jak klon zwyczajny, grusza pospolita, kasztanowiec zwyczajny, wiąz szypułkowy, dąb szypułkowy, jesion wyniosły, klon jawor i robinia akacjowa. Większość roślin ozdobnych wprowadzono dopiero w latach 60. XX wieku, podczas urządzania założeń parkowych.
Park, dzięki swojej bioróżnorodności, ma ogromne znaczenie dla botaniki Poznania. Rośnie tu około 380 gatunków roślin naczyniowych (nie licząc nasadzanych i pielęgnowanych) w 44 zespołach roślinnych. Trzynaście z nich objętych jest ochroną ścisłą. Kilka gatunków jest rzadkich w skali Wielkopolski, a około pięćdziesiąt ma status rzadkich lub bardzo rzadkich w Poznaniu. Niektóre rośliny wprowadzono tu pierwotnie sztucznie, a potem zdziczały i samorzutnie się rozmnażają. Należą doń cebulica dwulistna, bluszcz pospolity, pióropusznik strusi i barwinek pospolity. Do chronionych gatunków drzew należy cis pospolity nie odnawiający się jednak w sposób naturalny. Z innych roślin występujących na Cytadeli wskazać należy takie jak konwalia majowa i przylaszczka pospolita. Cennym i unikalnym w skali Polski zespołem roślinnym jest żyzny łęg zboczowy Violo odoratae Ulmentum minoris, murawa napiaskowa Cerastio-Androsacetum septentrionalis, łąka rajgrasowa Arrhenatheretum medioeuropaeum, jak również dwie murawy kserotermiczne: Adonido-Brachypodietum i Bromus erectus (ta druga z udziałem stokłosy prostej). 
W różnych okresach XX wieku zanotowano w parku około sześćdziesiąt gatunków porostów, ale obecnie spotykana jest tylko niecała połowa z nich, w tym żaden chroniony. 
W 2016 opisano po raz pierwszy w sposób kompleksowy florę naczyniową cmentarzy na stokach Cytadeli. Na obszarze nekropolii stwierdzono występowanie 255 gatunków roślin naczyniowych, w tym gatunki nowe dla Polski: śnieżnik lśniący, śniadek Buchego, fiołek bławatkowy, Wielkopolski: szczaw ogrodowy, Dactylis ×intercedens, Gagea ×pomeranica oraz Poznania: przymiotno gałęziste, lilia bulwkowata, szafirek armeński, szafirek groniasty, Pimpinella nigra, Poa subcaerulea i przetacznik bluszczykowy. Wegetuje tu stosunkowo dużo wiosennych geofitów (30 gatunków): czosnek wężowy, zawilec gajowy, zawilec żółty, konwalia majowa, kokorycz pełna, Crocus chrysanthus, szafran wiosenny, ziarnopłon wiosenny, złoć polna, złoć żółta, złoć łąkowa, śnieżyczka przebiśnieg, szafirek drobnokwiatowy, szafirek groniasty, narcyz żonkil, narcyz biały, Ornithogalum nutans, śniadek baldaszkowaty, cebulica syberyjska, tulipan ogrodowy i tulipan dziki. W warstwie zielnej wykryto stare rośliny uprawiane na cmentarzach: podagrycznik pospolity, orlik pospolity, Bergenia cordifolia, dzwonek jednostronny, powojnik pnący, bluszcz pospolity, Hemerocallis fulva, kosaciec bródkowy, jasnota biała, niezapominajka leśna, mydlnica lekarska, rozchodnik kaukaski, nawłoć kanadyjska, barwinek pospolity i fiołek wonny. Ergazjofity (nowsze uprawiane rośliny cmentarne) stwierdzono wyłącznie na Cmentarzu Wspólnoty Brytyjskiej: przywrotnik miękki, Campanula poscharskyana, turzyca muskegońska, Galeobdolon argentatum, lawenda wąskolistna, kocimiętka Faassena, Stachys lanata, pragnia kuklikowata, pragnia syberyjska i inne. Oznaczono też bogatą florę rodzimych roślin uprawianych: podagrycznik pospolity, zawilec żółty, orlik pospolity, zawciąg pospolity, dzwonek brzoskwiniolistny, złoć mała, bodziszek czerwony, jasnota plamista, niezapominajka leśna, lebiodka pospolita, skalnica gronkowa, macierzanka wczesna oraz macierzanka piaskowa. Spośród form i odmian uprawianych rodzimych gatunków znaleziono: podagrycznik pospolity ‘Variegatum’, dąbrówka rozłogowa ‘Atropurpurea’, turzyca ptasie łapki ‘Variegata’, ziarnopłon wiosenny f. plenifolia, śnieżyca przebiśnieg f. pleniflora i jaskier rozłogowy ‘Plena’. 

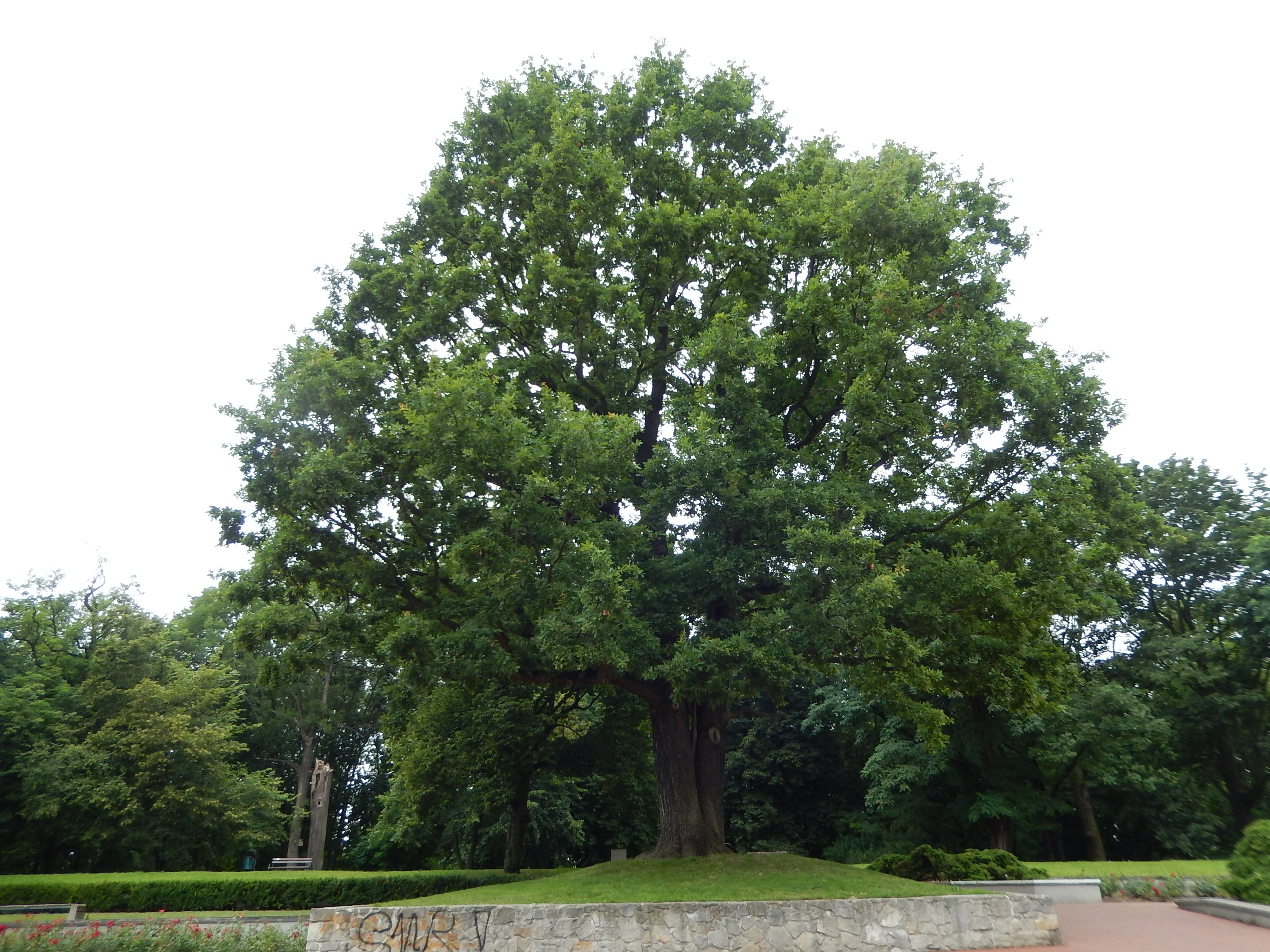
Dąb na Cytadeli (rosarium)

Na jego terenie rosną 2 pomniki przyrody:
- Dąb im. gen. Wasilija Czujkowa
- Dąb Cytadelowców Poznańskich

### Ssaki
Na terenie parku występuje 20 gatunków ssaków, w tym 16 chronionych. Bytują tu na stałe m.in. lis, tchórz zwyczajny, łasica, wiewiórka pospolita, mysz zaroślowa, szczur wędrowny, jeż europejski, ryjówka aksamitna i kret. Z terenów nadwarciańskich zachodzą sarna i borsuk. Niegdyś żyły też króliki europejskie, ale nie pokazują się już od lat, prawdopodobnie wystraszone przez psy i lisy. Cytadela jest ostoją zimową nietoperzy (12 gatunków, możliwe, że więcej, m.in. nocek Natterera, nocek rudy, nocek duży, mopek i karlik). Jest to najważniejsze zimowisko tych ssaków w Poznaniu i jedno ze znaczących w Polsce.

### Ptaki
Z ptaków na Cytadeli występuje m.in. grzywacz, bogatka zwyczajna, modraszka zwyczajna, rudzik, kos, drozd śpiewak, szpak zwyczajny, kapturka, zięba, dzwoniec, pierwiosnek, piecuszek, świstunka leśna, gajówka, puszczyk, uszatka, kwiczoł, pleszka, wilga, kowalik i zaganiacz zwyczajny (ten ostatni jest gatunkiem zagranicznym). Dzięcioły reprezentują: dzięcioł duży, dzięcioł czarny, dzięcioł zielony, dzięciołek i krętogłów. Z uwagi na rozległe miejsca odpoczynku i obfitość pokarmu (berberys, tarnina, głóg, bez, jarząb, czeremcha) teren parku jest atrakcyjny dla ptaków przelotnych i zimujących: grubodziobów, szpaków, gili i jemiołuszek. Ich stada liczą nierzadko po kilkaset osobników.
Park jest jedną z największych ostoi ptaków w centrum Poznania. Występuje tu około 50 gatunków tych stworzeń. 

### Płazy i gady
Na terenach Cytadeli stwierdzono dotąd występowanie czterech gatunków płazów. Są to: traszka zwyczajna, żaba trawna, ropucha szara i ropucha zielona (ta ostatnia w rosarium - 105 osobników w 2017). Gady reprezentują dwa gatunki: jaszczurka zwinka i padalec zwyczajny. Park ważny jest dla poznańskiej herpetofauny z uwagi na dużą liczbę miejsc do dogodnego zimowania.

### Mięczaki
Podczas badań odkryte zostało w parku duże stanowisko ślimaka wstężyka austriackiego. Liczne są winniczki i ślimaki zaroślowe.

### Owady
Świat bezkręgowców jest na Cytadeli bardzo bogaty, zwłaszcza w obrębie chrząszczy, których stwierdzono 501 gatunków, również rzadkich, takich jak walgierz mrówkodrzewny (Czerwona księga gatunków zagrożonych), Batrisodes buqueti (jedyne stanowisko w Polsce), Sitona languidus (jedyne stanowisko w Wielkopolsce), czy ciepłolubne kózkowate. Suche i piaszczyste zbocza, zacienione, wilgotne fosy, stare i obumierające drzewa z odstającą korą i dziuplami, jak również gałęzie, pnie i pniaki pozostałe po ścięciu drzew, pełnią rolę enklawy dla licznych gatunków. W 1990 stwierdzono w parku występowanie chrząszcza Cteniopus flavus, a w 2001, na topoli czarnej, chrząszcza Allecula morio (z Wielkopolski podany z 3 stanowisk). Oprócz chrząszczy stwierdzono występowanie innych bezkręgowców, takich jak: mrowiszczak mrówkomirek, wątlik charłaj, czy Haplophilus subterraneus (odkryty tu jako nowy gatunek dla Polski). Na terenie parku występują też takie owady jak: grzebyczak żółtawy (kserotermiczne zbocza), zielarka krwawnica (kserotermiczne zbocza, polany - ostatnie dane o występowaniu pochodziły z lat 30. XX wieku), skrócik (pocięte i zalegające pniaki topól, cenne stanowiska z uwagi na rzadkość gatunku), opuchlak (miejsca suche, piaskowe, żwirowe), orszoł paskowany (kserotermiczne zbocza, cztery stanowiska w Poznaniu - również na Krzesinach, Malcie i Kobylempolu, są jedynymi w Polsce), grzybinek Agathidium nigripenne (w ściółce, na grzybach, rzadki). W wilgotnych fosach występują liczne biegaczowate oraz ryjkowcowate, w tym np. rzadki opuchlak - Otiorhynchus rugosostriatus. Z podrodziny Malachiinae w 1993 stwierdzono stanowisko bęblika dwuplamka, w 1994 Cordylepherus viridis, w 1996 Axinotarsus ruficollis, w 1999 Anthocomus fasciatus, w 2000 Ebaeus flavicornis, a w 2007 Axinotarsus marginalis. W 2002 i później wykryto w parku mrowiszczaka mrówkomirka.
W latach 2006–2007 przeprowadzono na terenie parku badania afidofauny, podczas których ustalono występowanie tutaj 67 gatunków mszyc, z dwóch rodzin: ochojnikowate i mszycowate, zwłaszcza z tej drugiej.